# Camponotus maafui
Camponotus maafui é uma espécie de inseto do gênero Camponotus, pertencente à família Formicidae.